# اوجی (خاندان)
اوجی (به ژاپنی: 氏 Uji)به خاندان‌های ممتاز در دوره کوفون در ژاپن اشاره دارد. عبارت اوجی مشابه خاندان‌های ژاپنی است. با این حال، اوجی قبل از اصلاحات تایکا فاقد بسیاری از خصوصیاتی است که به‌طور معمول به عنوان بخشی از ویژگی‌های خاندان‌های ژاپنی در نظر گرفته می‌شود. به عنوان مثال، خاندان ناکاتومی و خاندان فوجیوارا هر کدام اوجی بودند.